# Liste des titres musicaux numéro un aux États-Unis en 1963
Voici la  liste les titres musicaux ayant eu le plus de succès au cours de l'année 1963 aux États-Unis d'après le magazine Billboard.

## Historique
| Date         | Artiste(s)                     | Titre                    | Référence |
| ------------ | ------------------------------ | ------------------------ | --------- |
| 5 janvier    | The Tornados                   | Telstar                  |           |
| 12 janvier   | Steve Lawrence                 | Go Away Little Girl      |           |
| 19 janvier   | Steve Lawrence                 | Go Away Little Girl      |           |
| 26 janvier   | The Rooftop Singers            | Walk Right In            |           |
| 2 février    | The Rooftop Singers            | Walk Right In            |           |
| 9 février    | Paul & Paula                   | Hey Paula                |           |
| 16 février   | Paul & Paula                   | Hey Paula                |           |
| 23 février   | Paul & Paula                   | Hey Paula                |           |
| 2 mars       | The Four Seasons               | Walk Like a Man          |           |
| 9 mars       | The Four Seasons               | Walk Like a Man          |           |
| 16 mars      | The Four Seasons               | Walk Like a Man          |           |
| 23 mars      | Ruby & the Romantics           | Our Day Will Come        |           |
| 30 mars      | The Chiffons                   | He's So Fine             |           |
| 6 avril      | The Chiffons                   | He's So Fine             |           |
| 13 avril     | The Chiffons                   | He's So Fine             |           |
| 20 avril     | The Chiffons                   | He's So Fine             |           |
| 27 avril     | Little Peggy March             | I Will Follow Him        |           |
| 4 mai        | Little Peggy March             | I Will Follow Him        |           |
| 11 mai       | Little Peggy March             | I Will Follow Him        |           |
| 18 mai       | Jimmy Soul                     | If You Wanna Be Happy    |           |
| 25 mai       | Jimmy Soul                     | If You Wanna Be Happy    |           |
| 1er juin     | Lesley Gore                    | It's My Party            |           |
| 8 juin       | Lesley Gore                    | It's My Party            |           |
| 15 juin      | Kyu Sakamoto                   | Sukiyaki                 |           |
| 22 juin      | Kyu Sakamoto                   | Sukiyaki                 |           |
| 29 juin      | Kyu Sakamoto                   | Sukiyaki                 |           |
| 6 juillet    | The Essex                      | Easier Said Than Done    |           |
| 13 juillet   | The Essex                      | Easier Said Than Done    |           |
| 20 juillet   | Jan and Dean                   | Surf City                |           |
| 27 juillet   | Jan and Dean                   | Surf City                |           |
| 3 août       | The Tymes                      | So Much in Love          |           |
| 10 août      | Little Stevie Wonder           | Fingertips Pt. 2         |           |
| 17 août      | Little Stevie Wonder           | Fingertips Pt. 2         |           |
| 24 août      | Little Stevie Wonder           | Fingertips Pt. 2         |           |
| 31 août      | The Angels                     | My Boyfriend's Back      |           |
| 7 septembre  | The Angels                     | My Boyfriend's Back      |           |
| 14 septembre | The Angels                     | My Boyfriend's Back      |           |
| 21 septembre | Bobby Vinton                   | Blue Velvet              |           |
| 28 septembre | Bobby Vinton                   | Blue Velvet              |           |
| 5 octobre    | Bobby Vinton                   | Blue Velvet              |           |
| 12 octobre   | Jimmy Gilmer and the Fireballs | Sugar Shack              |           |
| 19 octobre   | Jimmy Gilmer and the Fireballs | Sugar Shack              |           |
| 26 octobre   | Jimmy Gilmer and the Fireballs | Sugar Shack              |           |
| 2 novembre   | Jimmy Gilmer and the Fireballs | Sugar Shack              |           |
| 9 novembre   | Jimmy Gilmer and the Fireballs | Sugar Shack              |           |
| 16 novembre  | Nino Tempo et April Stevens    | Deep Purple              |           |
| 23 novembre  | Dale & Grace                   | I'm Leaving It Up to You |           |
| 30 novembre  | Dale & Grace                   | I'm Leaving It Up to You |           |
| 7 décembre   | The Singing Nun                | Dominique                |           |
| 14 décembre  | The Singing Nun                | Dominique                |           |
| 21 décembre  | The Singing Nun                | Dominique                |           |
| 28 décembre  | The Singing Nun                | Dominique                |           |